# Motorola MPx200
Il Motorola MPx200 è uno smartphone Windows CE 4.2. L'MPx200 dispone di due schermi, uno interno e uno esterno, quello interno ha una risoluzione di 176x220 pixel a 65 000 colori.
Per quanto riguarda la connettività sono presenti un'antenna GPRS, IrDA e USB.